# Estatísticas da Ligue 1
Este anexo contém estatísticas históricas da Ligue 1, Primeira Divisão Francesa.

## Clubes
Abaixo está a lista de clubes que já participaram da Ligue 1 e os números de cada um deles, dando prioridade à quantidade de temporadas na elite do futebol francês. Em negrito estão os recordistas.
Última atualização em 14 de abril de 2025.
     Clubes da temporada 2024-25.
     Clubes fechados/falidos.
|     | Clube                  | Nº de Temporadas | Melhor posição | Primeira participação | Última participação | Total de Partidas |
| 1.  | Olympique de Marseille | 76               | 9 títulos      | 1932-33               | 2024-25             | 2616              |
| 2.  | Girondins de Bordeaux  | 71               | 6 títulos      | 1945-46               | 2021-22             | 2562              |
| 3.  | AS Saint-Étienne       | 71               | 10 títulos     | 1938-39               | 2024-25             | 2552              |
| 4.  | Stade Rennais FC       | 68               | 3º             | 1932-33               | 2022-23             | 2382              |
| 5.  | AS Monaco              | 66               | 8 títulos      | 1953-54               | 2022-23             | 2370              |
| 6.  | Olympique Lyonnais     | 67               | 7 títulos      | 1945-46               | 2024-25             | 2366              |
| 7.  | FC Sochaux             | 67               | 2 títulos      | 1932-33               | 2013-14             | 2368              |
| 8.  | FC Metz                | 64               | 2º             | 1932-33               | 2023-24             | 2270              |
| 9.  | OGC Nice               | 66               | 4 títulos      | 1932-33               | 2024-25             | 2342              |
| 10. | Lille OSC              | 65               | 3 títulos      | 1945-46               | 2024-25             | 2328              |
| 11. | RC Lens                | 63               | 1 título       | 1937-38               | 2024-25             | 2234              |
| 12. | RC Strasbourg          | 64               | 1 título       | 1934-35               | 2024-25             | 2293              |
| 13. | FC Nantes              | 57               | 8 títulos      | 1963-64               | 2024-25             | 2044              |
| 14. | Paris Saint-Germain FC | 52               | 12 títulos     | 1971-72               | 2024-25             | 1831              |
| 15. | Montpellier HSC        | 43               | 1 título       | 1932-33               | 2024-25             | 1472              |
| 16. | Stade de Reims         | 39               | 6 títulos      | 1945-46               | 2024-25             | 1382              |
| 17. | Nîmes Olympique        | 39               | 2º             | 1950-51               | 2020-21             | 1348              |
| 18. | AJ Auxerre             | 34               | 1 título       | 1980-81               | 2022-23             | 1272              |
| 19. | SC Bastia              | 34               | 3º             | 1968-69               | 2016-17             | 1254              |
| 20. | Valenciennes FC        | 33               | 3º             | 1935-36               | 2013-14             | 1214              |
| 21. | Toulouse FC            | 35               | 3º             | 1982-83               | 2024-25             | 1232              |
| 22. | RC Paris               | 30               | 1 título       | 1932-33               | 1989-90             | 1020              |
| 23. | AS Nancy-Lorraine      | 30               | 4º             | 1970-71               | 2012-13             | 1104              |
| 24. | SCO Angers             | 32               | 3º             | 1956-57               | 2022-23             | 1148              |
| 25. | Le Havre AC            | 26               | 3º             | 1938-39               | 2023-24             | 872               |
| 26. | CS Sedan-Ardennes      | 23               | 3º             | 1955-56               | 2006-07             | 834               |
| 27. | AS Cannes              | 22               | 2º             | 1932-33               | 1997-98             | 748               |
| 28. | Toulouse FC (1937)     | 19               | 2º             | 1946-47               | 1966-67             | 678               |
| 29. | FC Rouen               | 19               | 4º             | 1936-37               | 1984-85             | 678               |
| 30. | Red Star               | 16               | 7º             | 1932-33               | 1974-75             | 642               |
| 31. | ES Troyes AC           | 16               | 7º             | 1954-55               | 2022-23             | 664               |
| 32. | SM Caen                | 18               | 5º             | 1988-89               | 2018-19             | 646               |
| 33. | Stade Brestois         | 19               | 8º             | 1979-80               | 2022-23             | 636               |
| 34. | FC Lorient             | 17               | 8º             | 1998-99               | 2023-24             | 600               |
| 35. | FC Sète                | 16               | 2 títulos      | 1932-33               | 1953-54             | 504               |
| 36. | FC Nancy               | 15               | 4º             | 1946-47               | 1962-63             | 530               |
| 37. | AC Ajaccio             | 14               | 6º             | 1967-68               | 2022-23             | 534               |
| 38. | Stade Lavallois        | 13               | 5º             | 1976-77               | 1988-89             | 494               |
| 39. | Sporting Toulon Var    | 12               | 5º             | 1959-60               | 1992-93             | 452               |
| 40. | Stade Français         | 15               | 5º             | 1946-47               | 1966-67             | 436               |
| 41. | EA Guingamp            | 12               | 7º             | 1995-96               | 2018-19             | 482               |
| 42. | CO Roubaix-Tourcoing   | 10               | 1 título       | 1945-46               | 1954-55             | 344               |
| 43. | Olympique Lillois      | 7                | 1 título       | 1932-33               | 1938-39             | 194               |
| 44. | SC Fives               | 7                | 2º             | 1932-33               | 1938-39             | 194               |
| 45. | Excelsior AC Roubaix   | 7                | 5º             | 1932-33               | 1938-39             | 194               |
| 46. | FC Antibes             | 7                | 7º             | 1932-33               | 1938-39             | 194               |
| 47. | Le Mans UC             | 7                | 9º             | 2003-04               | 2024-25             | 208               |
| 48. | FC Mulhouse            | 6                | 6º             | 1932-33               | 1989-90             | 184               |
| 49. | Olympique Alès         | 6                | 10º            | 1932-33               | 1958-59             | 184               |
| 50. | Dijon                  | 6                | 11º            | 2011-12               | 2020-21             | 180               |
| 51. | Tours FC               | 4                | 11º            | 1980-81               | 1984-85             | 152               |
| 52. | Grenoble Foot          | 4                | 13º            | 1960-61               | 2009-10             | 152               |
| 53. | Évian                  | 4                | 9º             | 2011-12               | 2014-15             | 152               |
| 54. | Limoges FC             | 3                | 10º            | 1958-59               | 1960-61             | 114               |
| 55. | Paris FC               | 3                | 12º            | 1972-73               | 1978-79             | 114               |
| 56. | FC Martigues           | 3                | 11º            | 1993-94               | 1995-96             | 114               |
| 57. | Angoulême CFC          | 3                | 4º             | 1969-70               | 1971-72             | 110               |
| 58. | Amiens                 | 3                | 14º            | 2017-18               | 2019-20             | 104               |
| 59. | RC Roubaix             | 3                | 8º             | 1936-37               | 1938-39             | 90                |
| 60. | SC Nîmes               | 3                | 5º             | 1932-33               | 1934-35             | 74                |
| 61. | Clemont Foot           | 3                | 8º             | 2021-22               | 2023-24             | 76                |
| 62. | CA Paris               | 2                | 5º             | 1932-33               | 1933-34             | 44                |
| 63. | Chamois Niortais FC    | 1                | 18º            | 1987-88               | 1987-88             | 38                |
| 64. | FC Gueugnon            | 1                | 18º            | 1995-96               | 1995-96             | 38                |
| 65. | US Boulogne            | 1                | 19º            | 2009-10               | 2009-10             | 38                |
| 66. | GFCO Ajaccio           | 1                | 19º            | 2015-16               | 2015-16             | 38                |
| 67. | Olympique Avignonais   | 1                | 20º            | 1975-76               | 1975-76             | 38                |
| 68. | FC Istres              | 1                | 20º            | 2004-05               | 2004-05             | 38                |
| 69. | AS Aix                 | 1                | 20º            | 1967-68               | 1967-68             | 38                |
| 70. | AC Arles-Avignon       | 1                | 20º            | 2010-11               | 2010-11             | 38                |
| 71. | SR Colmar              | 1                | 11º            | 1948-49               | 1948-49             | 34                |
| 72. | Lyon OU                | 1                | 15º            | 1945-46               | 1945-46             | 34                |
| 73. | LB Châteauroux         | 1                | 17º            | 1997-98               | 1997-98             | 34                |
| 74. | AS Béziers             | 1                | 18º            | 1957-58               | 1957-58             | 34                |
| 75. | Club Français          | 1                | 8º             | 1932-33               | 1932-33             | 18                |
| 76. | Hyères Football Club   | 1                | 9º             | 1932-33               | 1932-33             | 18                |

## Jogadores
| Jogadores com mais partidas | Jogadores com mais partidas | Jogadores com mais partidas | Jogadores com mais partidas                | Jogadores com mais partidas |
| --------------------------- | --------------------------- | --------------------------- | ------------------------------------------ | --------------------------- |
| Jogador                     | Jogador                     | Anos                        | Clube                                      | Partidas                    |
| 1                           | Mickaël Landreau            | 1996–2014                   | Nantes, Paris Saint-Germain, Lille, Bastia | 618                         |
| 2                           | Jean-Luc Ettori             | 1975–1994                   | Monaco                                     | 602                         |
| 3                           | Dominique Dropsy            | 1972–1989                   | Valenciennes, Strasbourg, Bordeaux         | 596                         |
| 4                           | Dominique Baratelli         | 1967–1985                   | Ajaccio, Nice, PSG                         | 593                         |
| 5                           | Alain Giresse               | 1970–1988                   | Bordeaux, Marseille                        | 586                         |
| 6                           | Sylvain Kastendeuch         | 1982–2001                   | Metz, Saint-Étienne, Toulouse              | 577                         |
| 7                           | Patrick Battiston           | 1973–1991                   | Metz, Saint-Étienne, Bordeaux, Monaco      | 558                         |
| 8                           | Steve Mandanda              | 2007–                       | Marseille, Rennes                          | 554                         |
| 9                           | Jacky Novi                  | 1964–1980                   | Nîmes, Marseille, PSG, Strasbourg          | 545                         |
| 10                          | Roger Marche                | 1944–1962                   | Stade Reims, RC Paris                      | 542                         |

| Maiores artilheiros | Maiores artilheiros | Maiores artilheiros | Maiores artilheiros                   | Maiores artilheiros |
| ------------------- | ------------------- | ------------------- | ------------------------------------- | ------------------- |
| Jogador             | Jogador             | Anos                | Clubes                                | Gols (média)        |
| 1                   | Delio Onnis         | 1971–1986           | Reims, Monaco, Tours, Sporting Toulon | 300 (0,67)          |
| 2                   | Bernard Lacombe     | 1969–1987           | Lyon, Saint-Étienne, Bordeaux         | 255 (0,51)          |
| 3                   | Hervé Revelli       | 1965–1978           | Saint-Étienne, Nice                   | 216 (0,55)          |
| 6                   | Roger Courtois      | 1932–1956           | Nice, Sochaux                         | 210 (0,73)          |
| 5                   | Thadée Cisowski     | 1947–1961           | Metz, Paris                           | 206 (0,72)          |
| 6                   | Roger Piantoni      | 1950–1966           | Nancy, Stade Reims                    | 203 (0,52)          |
| 7                   | Kylian Mbappé       | 2015–2024           | Monaco, PSG                           | 191 (0,78)          |
| 8                   | Joseph Ujlaki       | 1947–1964           | Sète, Nîmes, Paris                    | 190 (0,43)          |
| 9                   | Fleury Di Nallo     | 1960–1975           | Lyon                                  | 187 (0,44)          |
| 10                  | Carlos Bianchi      | 1973–1980           | Stade Reims, PSG                      | 179 (0,81)          |
| -                   | Gunnar Andersson    | 1950–1960           | Marseille, Bordeaux                   | 179 (0,77)          |

## Recordes

### Clubes
- Maior número de títulos: 13
  - Paris Saint-Germain (1985–86, 1993–94, 2012–13, 2013–14, 2014–15, 2015–16, 2017–18, 2018–19, 2019–20, 2021–22, 2022–23, 2023–24, 2024–25)
- Maior número de títulos consecutivos: 7
  - Lyon (2001–02, 2002–03, 2003–04, 2004–05, 2005–06, 2006–07, 2007–08)
- Maior número de pontos em uma temporada: 96
  - Paris Saint-Germain (2015–16)
- Maior diferença de pontos entre o campeão e o vice-campeão: 31
  - Paris Saint-Germain (2015–16)
- Maior número de vitórias em uma temporada: 30
  - Paris Saint-Germain (2016–17)
  - Monaco (2016–17)
- Maior número de vitórias em casa em uma temporada: 19
  - Saint-Étienne (1974–75)
- Maior número de vitórias fora de casa em uma temporada: 15
  - Paris Saint-Germain (2015–16)
- Maior número de vitórias consecutivas: 16
  - Monaco (25 de fevereiro – 27 de agosto de 2017)
- Maior número de vitórias consecutivas em casa: 28
  - Saint-Étienne (13 de março de 1973 – 27 de agosto de 1975)
- Maior número de vitórias consecutivas fora de casa: 9
  - Olympique de Marseille (15 de fevereiro – 8 de agosto de 2009)
- Menor número de derrotas em uma temporada: 1
  - Nantes (1994–95)
- Menor número de derrotas fora de casa em uma temporada: 1
  - Sochaux (1934–35 com 16 clubes)
  - Saint-Étienne (1969–70 com 18 clubes)
  - Nantes (1994–95)
  - Olympique de Marseille (2008–09)
  - Paris Saint-Germain (2015–16)
- Maior número de partidas consecutivas sem perder: 36
  - Paris Saint-Germain (20 de março de 2015 – 20 de fevereiro de 2016)
- Maior número de partidas consecutivas sem perder em casa: 92
  - Nantes (15 de maio de 1975 – 7 de abril de 1981)
- Maior número de partidas consecutivas sem perder fora de casa: 39
  - Paris Saint-Germain (11 de fevereiro de 2023 – atualmente)[1]
- Maior número de temporadas disputadas: 72
  - Olympique de Marseille
- Maior número de temporadas consecutivas: 51
  - Paris Saint-Germain (1974–75 a 2024–25)
- Melhor ataque em uma temporada: 118 gols
  - Racing de Paris (1959–60)
- Melhor defesa em uma temporada: 19 gols
  - Paris Saint-Germain (2015–16)
- Maior saldo de gols em uma temporada: 83 gols
  - Paris Saint-Germain (2015–16)

### Jogadores
- Maior número de títulos: 10
  - Marquinhos (2013–14, 2014–15, 2015–16, 2017-18, 2018–19, 2019–20, 2021–22, 2022–23, 2023–24, 2024–25)
- Maior número de títulos consecutivos: 7
  - Grégory Coupet (2001–02, 2002–03, 2003–04, 2004–05, 2005–06, 2006–07, 2007–08)
  - Juninho Pernambucano (2001–02, 2002–03, 2003–04, 2004–05, 2005–06, 2006–07, 2007–08)
  - Sidney Govou (2001–02, 2002–03, 2003–04, 2004–05, 2005–06, 2006–07, 2007–08)
- Maior número de partidas: 618 partidas
  - Mickaël Landreau (Nantes, Paris Saint-Germain, Lille, SC Bastia)
- Maior artilheiro: 299 gols
  - Delio Onnis (Stade de Reims, Monaco, Tours, Sporting Toulon)
- Maior artilheiro francês: 255 gols
  - Bernard Lacombe (Lyon, Saint-Étienne, Bordeaux)
- Maior artilheiro em uma temporada: 44 gols
  - Josip Skoblar (1970–71)
- Jogador mais jovem: 15 anos, 10 meses e 3 dias
  - Laurent Paganelli (Saint-Étienne)